# Jorge Salimei
Jorge Néstor Salimei (Buenos Aires, 3 de agosto de 1926-10 de julio de 1975) fue un empresario argentino, miembro del Partido Demócrata Cristiano, que ocupó los cargos de ministro de Economía y ministro de Trabajo durante la presidencia de facto de Juan Carlos Onganía entre el 28 de junio de 1966 y 29 de diciembre de 1966, habiendo dejado la cartera de Trabajo el 12 de octubre de 1966.

## Trayectoria
Estudió Ciencias Económicas en la Universidad de Buenos Aires, de donde se doctoró.
Era dueño de la empresa alimenticia Sasetru.Sus directivos estaban muy vinculados al presidente Arturo Frondizi, durante cuyo gobierno la empresa logró créditos preferenciales a tasas de interés inusualmente bajas, llegaron a exportar el 5,5 % del total de exportaciones del país.

A su muerte, le sucedió su hijo Martín en la dirección de la empresa, la cual fue forzado a vender durante la dictadura autodenominada Proceso de Reorganización Nacional por la negativa de éste a entregar una lista de delegados sindicales.
Fue propietario del Banco de Boulogne.
Salimei conoció a Onganía en uno de los  Cursos de Cultura Católica tras el golpe de Estado Onganía lo nombró ministro de Economía.

## Ministro de Economía durante de la Revolución Argentina
La gestión de Salimei se desarrolló durante el año 1966, caracterizada por el estancamiento del producto bruto interno, la caída de la inversión bruta fija (en un 7,1%), un leve ascenso de las inversiones extranjeras y déficit de balanza de pagos. Su plan estuvo signado por una política monetaria gradualista  expresado en la persistencia del control de cambios.
Durante la gestión se llevó un plan para la radicación de empresas en la provincia de Tucumán consistente en el cierre de ingenios azucareros que no funcionó y agravó aún más los problemas de aquella provincia.
El sector liberal de las Fuerzas Armadas, personal con el que se alineaba la Unión Industrial Argentina, operó para impedir la implementación completa de la política delineada por Salimei. El principal enfrentamiento fue con Álvaro Alsogaray, embajador argentino en Washington y hermano del General Julio Alsogaray, dirigente de la facción liberal. El motivo de discordia habría girado alrededor de la intención de Alsogaray de contraer un acuerdo con Estados Unidos al que se opuso Salimei.
Finalmente, el 30 de diciembre de 1967, fue reemplazado por Adalbert Krieger Vasena, quien revocó las medidas de nacionalización y control de capitales, congelando los salarios, aumentando el costo de los servicios públicos y devaluando un 40% la moneda nacional.